# Hải chiến Yeonpyeong (2002)
Hải chiến Yeongpyeong 2002 hay Hải chiến Yeonpyeong lần thứ hai (Hangul: 제 2 연평 해전, Je I (2) Yeonpyeong Haejeon) là cuộc đụng độ trên biển giữa các tàu tuần tra của Bắc Triều Tiên và Hàn Quốc dọc theo ranh giới hàng hải tranh chấp gần đảo Yeonpyeong của Hàn Quốc trên biển Hoàng Hải vào năm 2002. Đây là sự tiếp nối cuộc đối đầu tương tự năm 1999. Hai tàu tuần tra của Bắc Triều Tiên đã vượt qua biên giới tranh chấp và giao tranh với hai tàu tuần tra lớp Chamsuri của Hàn Quốc. Sau trận đánh, Hải quân Bắc Triều Tiên rút lui trước khi lực lượng tiếp viện của Hàn Quốc đến.

## Bối cảnh
Đường giới hạn phía Bắc được Hàn Quốc coi là ranh giới trên biển với Bắc Triều Tiên, trong khi Bắc Triều Tiên không đồng ý và tuyên bố rằng ranh giới này nằm xa hơn về phía nam. Các tàu cá của Bắc Triều Tiên thường đi lang thang vào khu vực này đồng thời thường xuyên bị các tàu tuần tra của phía Hàn Quốc xua đuổi. Đôi khi, các đội tuần tra của Bắc Triều Tiên cố gắng thực thi yêu sách phía nam của họ bằng cách đi qua đường giới hạn. Năm 1999, một cuộc tấn công như vậy đã biến thành một trận hải chiến.

Tranh chấp lãnh hải giữa hai miền Triều Tiên trên biển Hoàng Hải: A: Đường phân định được Liên Hợp Quốc chỉ định năm 1953
B: Đường phân định do phía Bắc Triều Tiên tuyên bố năm 1999. Vị trí của các hòn đảo trên bản đồ bao gồm:
1 – Yeonpyeong
2 – Baengnyeong
3 – Daecheong

## Diễn biến
Ngày 29 tháng 6 năm 2002, giữa bầu không khí lễ hội của FIFA World Cup 2002 đang được tổ chức tại Hàn Quốc, một tàu tuần tra của Bắc Triều Tiên đã vượt qua ranh giới phía bắc và được cảnh báo quay lại. Ngay sau đó, tàu tuần tra thứ hai của Bắc Triều Tiên băng qua đường ranh giới và cũng được phía Hàn Quốc cảnh báo. Các tàu hải quân Bắc Triều Tiên bắt đầu đe dọa và quấy rối các tàu của Hàn Quốc theo sau.
Sau khi đi qua đường giới hạn 3 dặm (4,8 km) về phía nam, các tàu của Bắc Triều Tiên đã tấn công hai tàu tuần tra hạng trung (PKM) của Hàn Quốc khi đó đang thực thi nhiệm vụ tuần tra trên biển. Lúc 10 giờ 25 phút, chiếc tàu đầu tiên băng qua phòng tuyến đã nổ súng bằng khẩu pháo 85 mm của mình vào buồng lái tàu PKM-357 khiến nhiều người thương vong.
Hai tàu sau đó đã xảy ra đụng độ, phía Hàn Quốc sử dụng súng 40 và 20 mm chống lại các loại súng RPG loại 85 mm và 35 mm của Bắc Triều Tiên. Khoảng 10 phút sau, thêm hai chiếc PKM và hai tàu hộ tống đã có mặt kịp thời và yểm trợ cho tàu Hàn Quốc đồng thời phản công và làm hư hỏng nặng một tàu của Bắc Triều Tiên. Sự áp đảo về quân số cũng như hỏa lực của Hàn Quốc đã khiến cho lực lượng Bắc Triều Tiên chịu nhiều thương vong, các tàu của Bắc Triều Tiên rút lui khỏi đường giới hạn lúc 10 giờ 59 phút.

## Sau đó

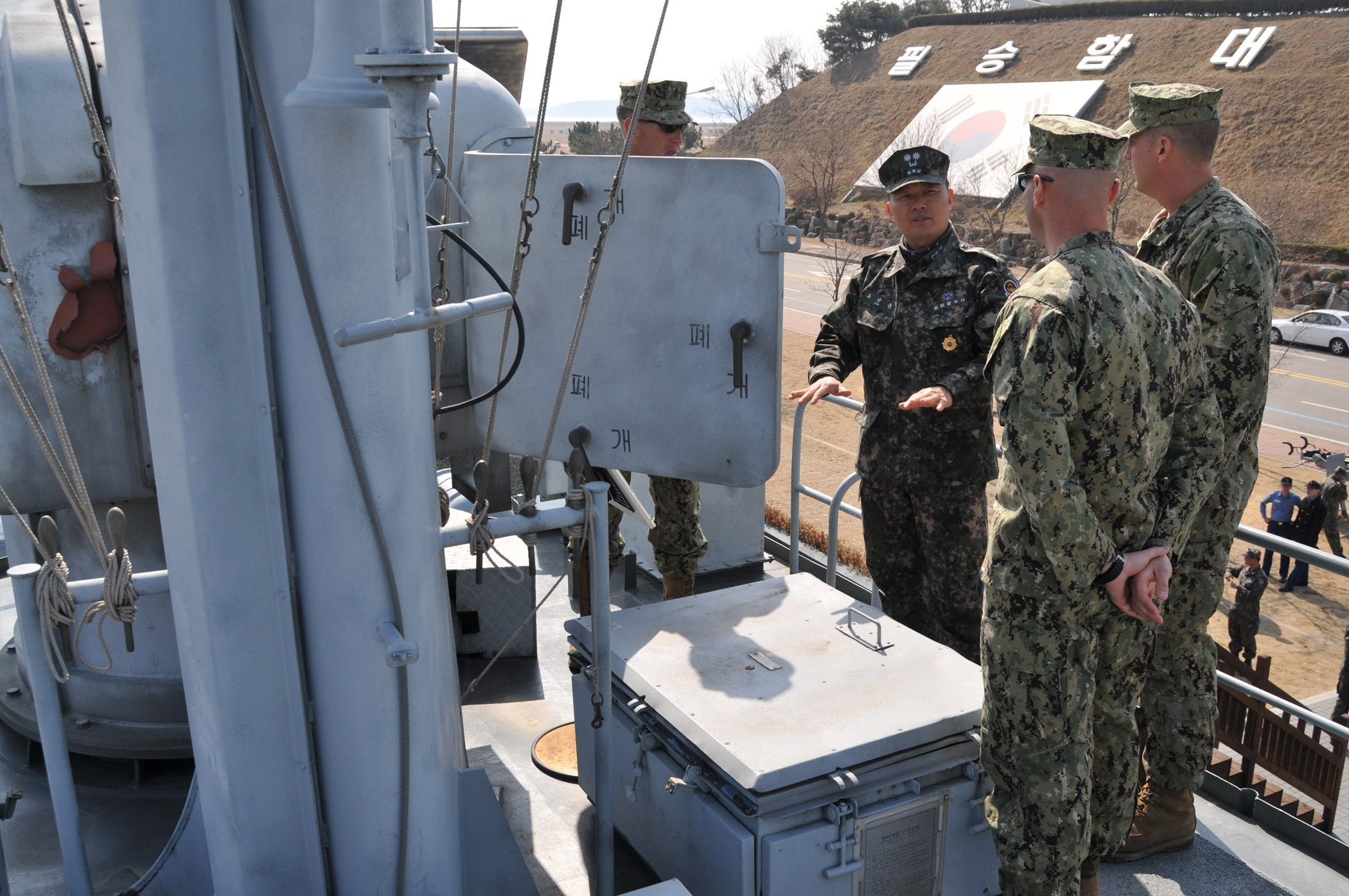
Các sĩ quan Hàn Quốc và Hoa Kỳ trên bản sao của tàu PKM 357

Cả hai phía Bắc Triều Tiên và Hàn Quốc đều chịu thương vong vì cuộc đụng độ này. 13 thủy thủ Bắc Triều Tiên thiệt mạng và 25 người khác bị thương, con số đó bên phía Hàn Quốc là 6 người chết, trong đó 4 người hy sinh ngay khi trận chiến diễn ra, một người qua đời sau 83 ngày nằm viện vì vết thương và một người còn lại được tìm thấy trên biển sau khi mất tích. Những người đã hy sinh bên phía Hàn Quốc được xác định là các Trung úy Yoon Yeong-ha, Jo Cheon-hyung, Seo Hu-won, Hwang Do-hyeon (trong trận chiến), Park Dong-hyuk (83 ngày sau) và Han Sang-guk (được tìm thấy trên biển), 18 người khác bị thương.
Chiếc PKM-357 bị hư hỏng sau đó đã chìm trong khi được kéo, trong khi tàu của Bắc Triều Tiên bị hư hỏng nặng nhưng vẫn quay về được cảng. Cả hai bên đều đổ lỗi cho nhau về cuộc đụng độ, Hàn Quốc sau đó yêu cầu phía Bắc Triều Tiên xin lỗi.
Theo tuyên bố của một người đào tẩu khỏi Bắc Triều Tiên vào năm 2012, các thành viên thủy thủ đoàn của tàu tuần tra Bắc Triều Tiên tham gia trận chiến đã bị thương nặng do các mảnh đạn pháo của Hàn Quốc. Những người này được cho là đã được cách ly tại một bệnh viện ở Bình Nhưỡng để che giấu mức độ thương vong trong trận chiến.

PKM 357 hiện là một tàu bảo tàng tại căn cứ Hải quân Pyeongtaek, nơi nó được đặt gần tàu hộ tống ROKS Cheonan, một chiếc tàu khác của Hải quân Hàn Quốc cũng bị đắm ở vùng biển này 8 năm sau đó.

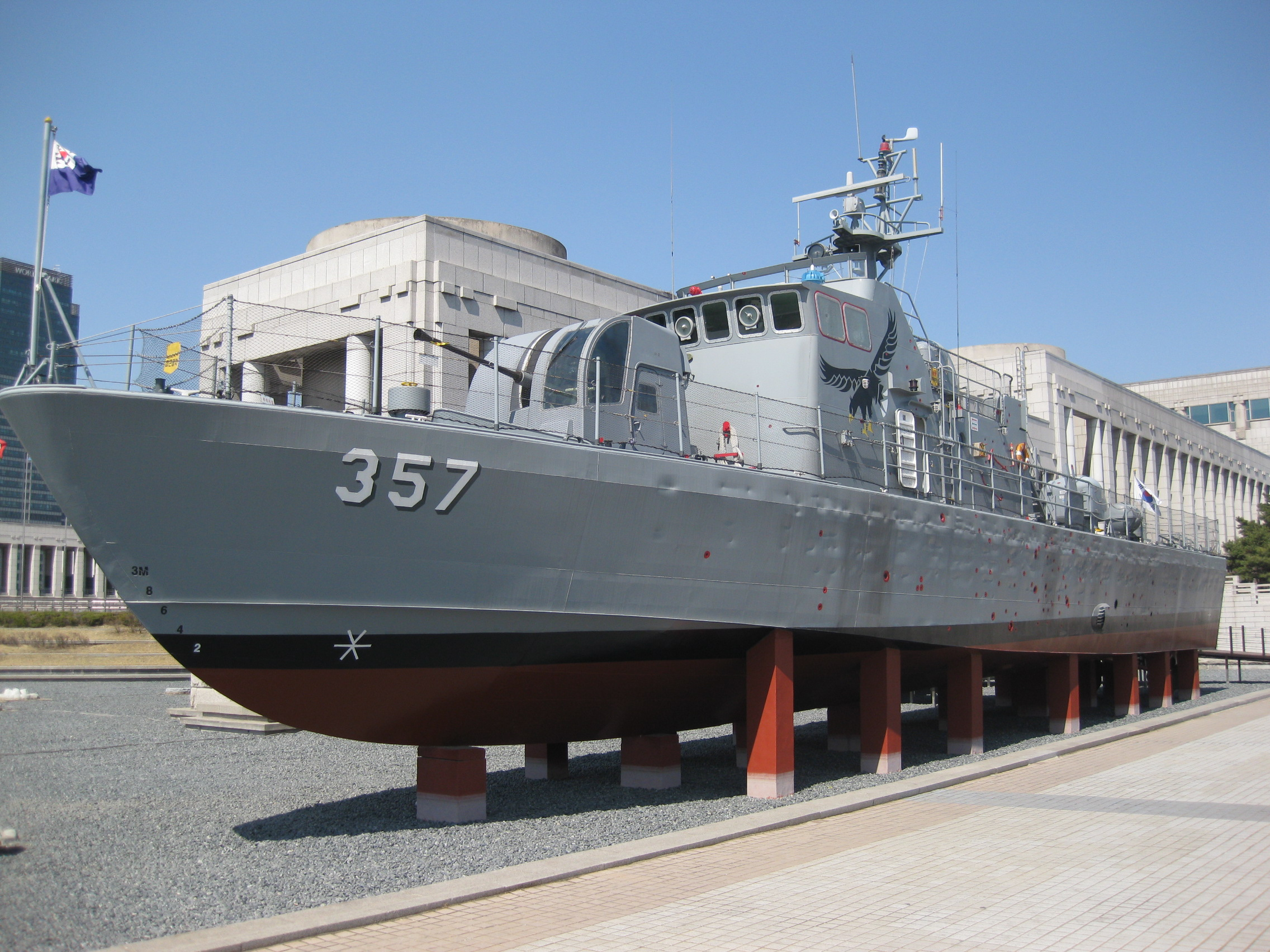
Bản sao của tàu PKM 357 tại Bảo tàng Chiến tranh Triều Tiên (Seoul), năm 2011
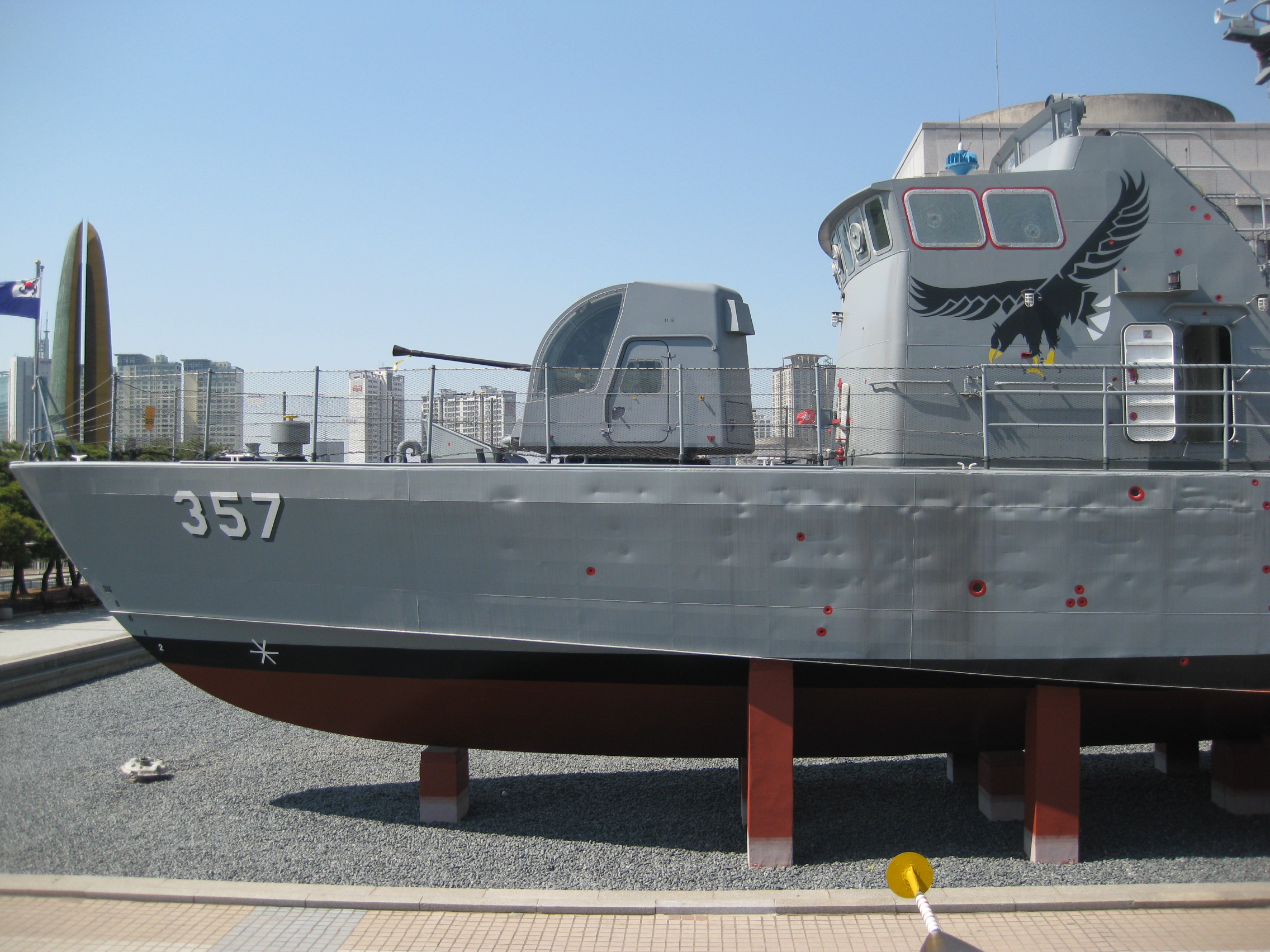
Phần mũi tàu PKM 357 với những dấu đỏ tượng trưng cho vết đạn trong trận chiến
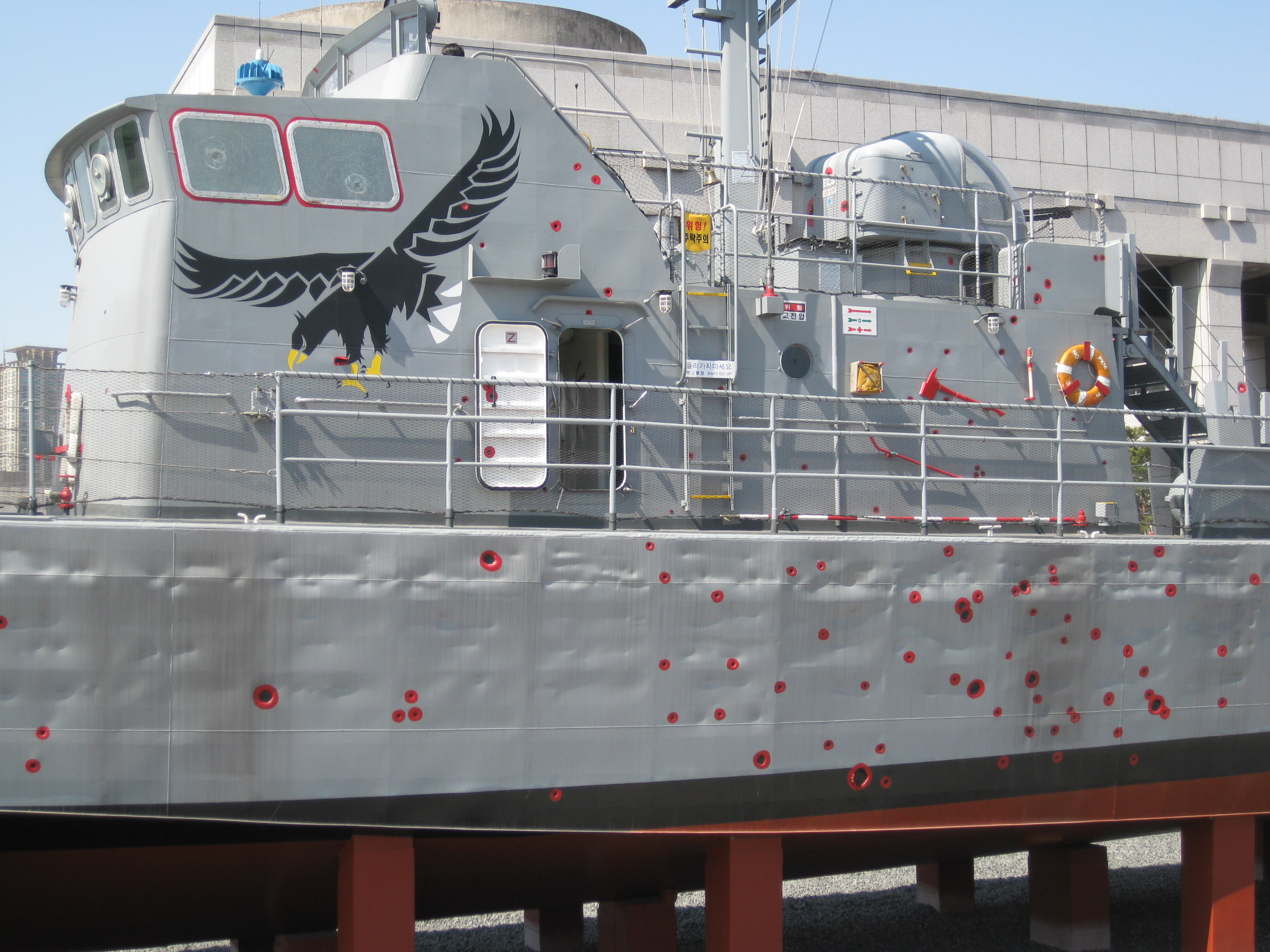
Thân và buồng lái tàu PKM 357
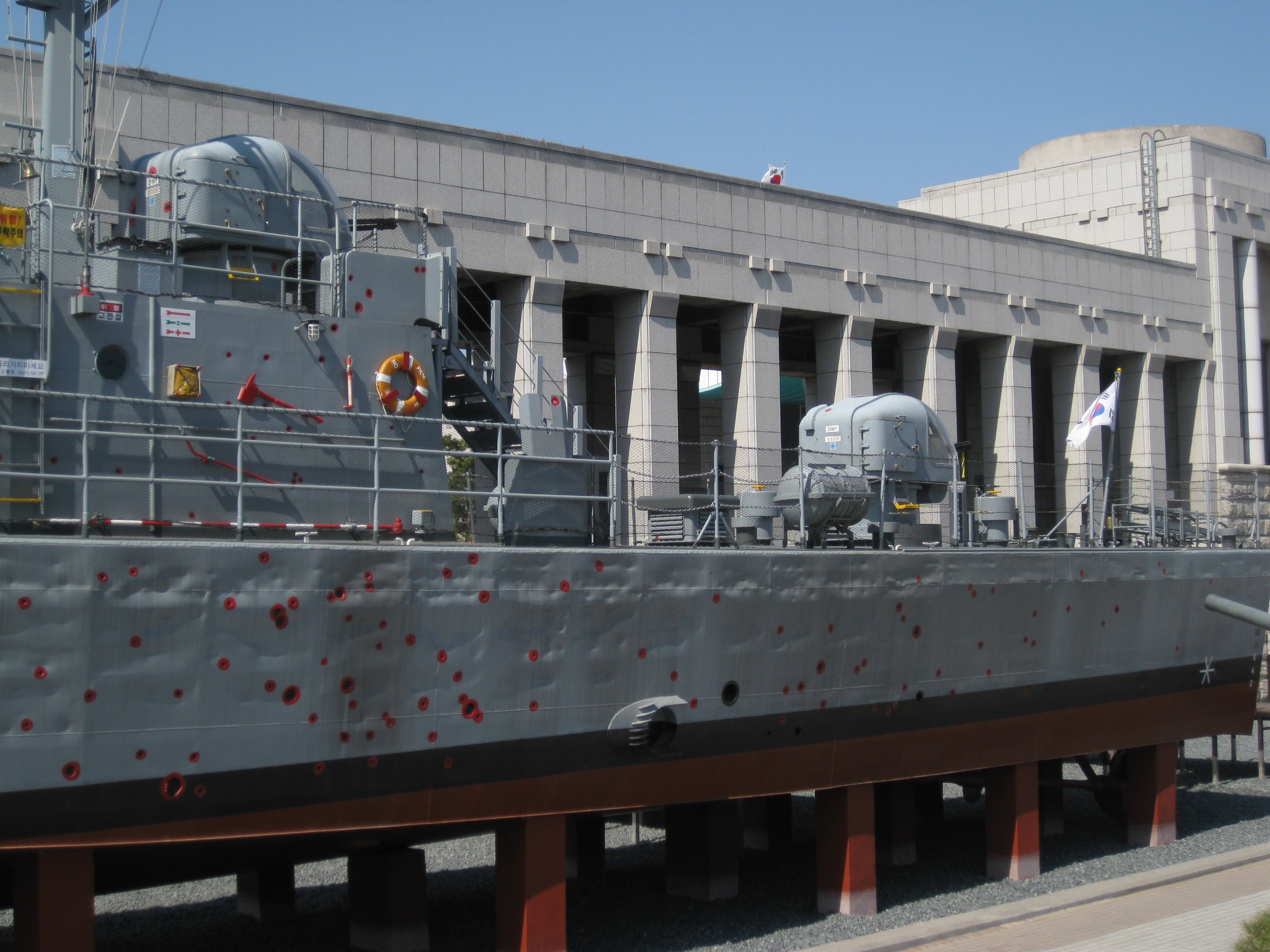
Mạn sườn tàu PKM 357

## Trong văn hóa đại chúng
Năm 2015, một bộ phim của Hàn Quốc với tựa đề Dòng giới hạn phía Bắc đã được sản xuất dựa trên sự kiện này. Bắc Triều Tiên gọi bộ phim là "tác phẩm có quan điểm thù địch chống lại họ".